# Оля (заказник)
Оля — ботанічний заказник місцевого значення. Об'єкт розташований на території Черкаського району Черкаської області, квартал 2 виділ 23 Креселецького лісництва.
Площа — 0,1 га, статус отриманий у 1990 році.

## Галерея

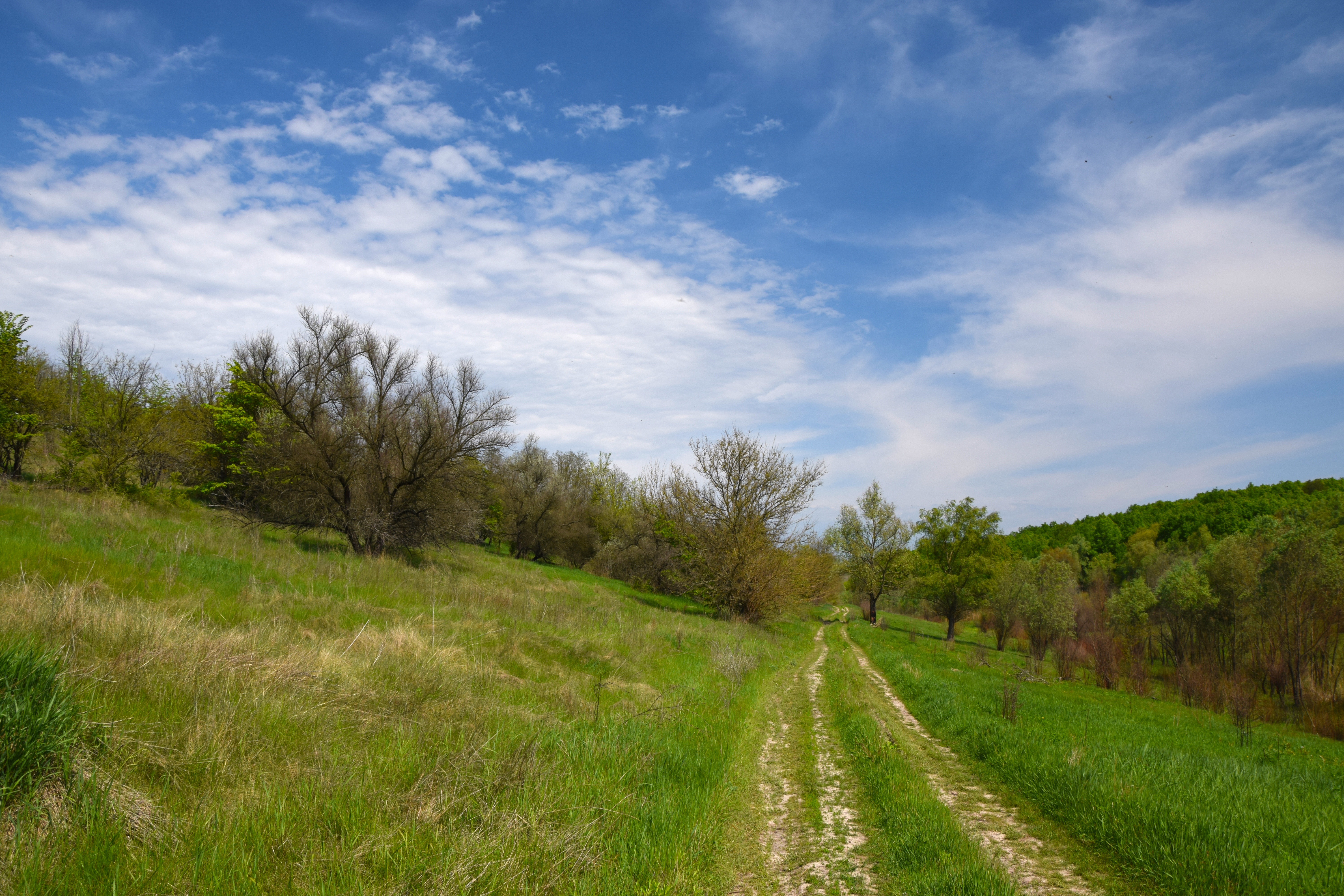
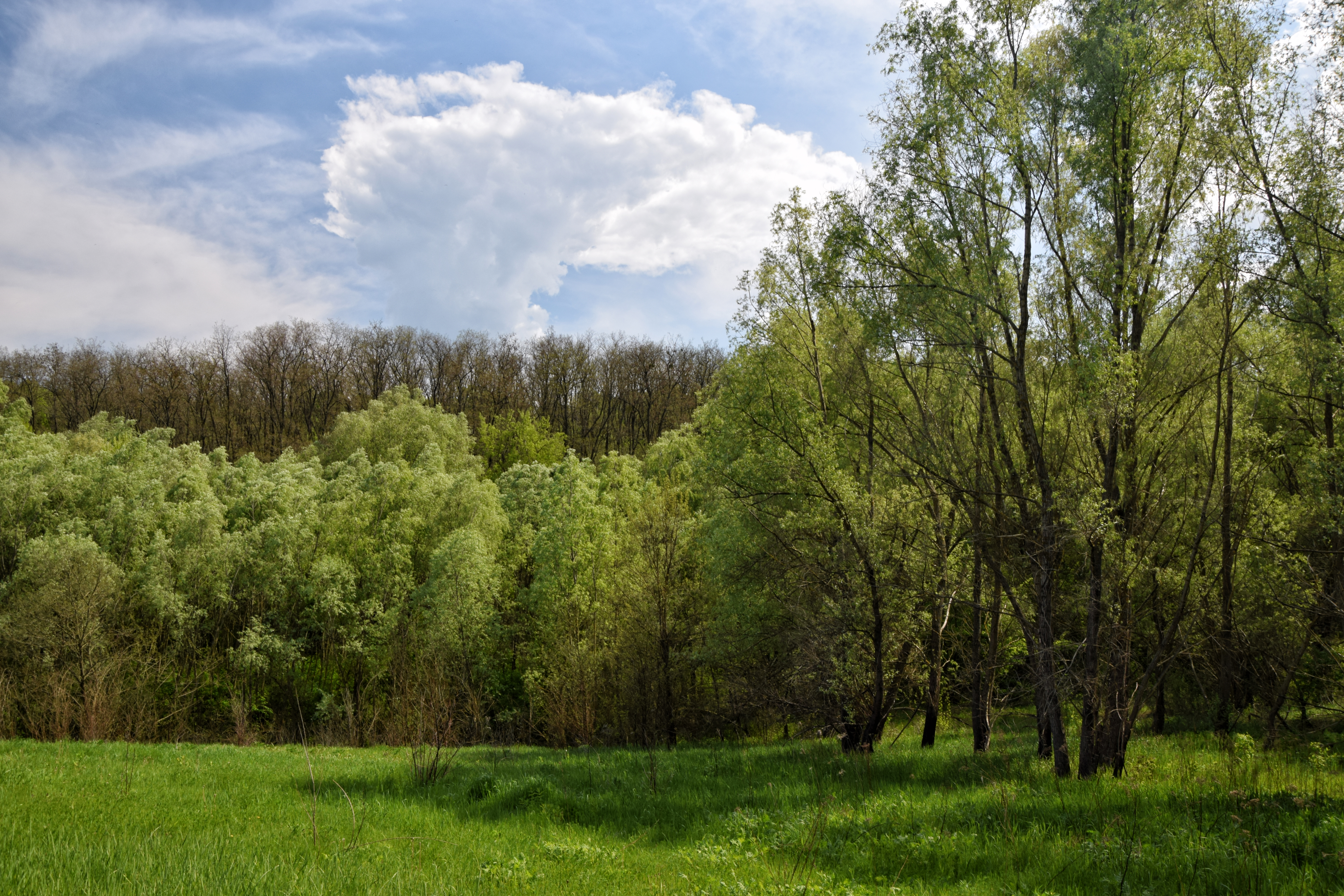